# Lars Hagelstam
Lars Hagelstam, född 14 september 1906 i Jakobstad, död 22 januari 1970, var en finländsk läkare.
Hagelstam, som var son till rektorn, filosofie magister Magnus Hagelstam och Gerda Augusta (Lilli) Lindberg, blev student 1925, medicine kandidat 1929, medicine licentiat 1935, medicine och kirurgie doktor 1949 och docent i kirurgi 1958. Han var volontärassistentläkare vid Viborgs länssjukhus 1932, amanuens vid Kirurgiska sjukhusets öronklinik och kvinnoklinik 1934–1935, assistentläkare vid Helsingfors Diakonissanstalts kirurgiska avdelning 1936, volontärassistentläkare vid Åbo länssjukhus 1937, yngre assistentläkare vid Finlands Röda Kors sjukhus 1937–1938, tillförordnad assistentläkare vid Maria sjukhus kirurgiska avdelning 1939, underläkare vid 1. militärsjukhuset 1940–1943, assistentläkare vid Invalidstiftelsens ortopediska sjukhus 1943–1947, assistentläkare vid Maria sjukhus kirurgiska avdelning 1947–1950, biträdande överläkare vid Invalidstiftelsens ortopediska sjukhus 1951–1955, biträdande överläkare vid Maria sjukhus kirurgiska avdelning 1955–1965 och överläkare vid Maria sjukhus kirurgiska avdelning från 1965 och direktör för Maria sjukhus från samma år. Han skrev bland annat Retroposition of Lumbar Vertebrae (akademisk avhandling, 1949) och tilldelades professors titel 1964.